# Richard West (MP)
Richard West (1636-1674) foi um político inglês na segunda metade do século XVII.
West nasceu em Haslemere e serviu como parlamentar pela cidade com o seu cunhado John Westbrooke durante o Parlamento da Convenção de 1660. Ele foi nomeado comissário para Surrey em 1660. Ele morreu em 27 de fevereiro de 1674, com 38 anos, e foi enterrado em São Bartolomeu, Haslemere.